# Vaccinium scopulorum
Vaccinium scopulorum är en ljungväxtart som beskrevs av William Wright Smith. Vaccinium scopulorum ingår i Blåbärssläktet, och familjen ljungväxter. Inga underarter finns listade i Catalogue of Life.